# Moncho López
Ramon « Moncho » López Suárez, né le 10 juillet 1969, à Ferrol, en Espagne, est un entraîneur espagnol de basket-ball. 

## Palmarès
- Finaliste du championnat d'Europe 2003
- Coupe du Portugal 2010, 2012